# Фейргейвен (Массачусетс)
Фейргейвен (англ. Fairhaven) — місто (англ. town) в США, в окрузі Бристоль штату Массачусетс. Населення — 15 924 особи (2020).

## Демографія
Згідно з переписом 2010 року, у місті мешкали 15 873 особи в 6672 домогосподарствах у складі 4178 родин. Було 7475 помешкань
Расовий склад населення:
| - 95,5 % — білих - 1,0 % — азіатів - 0,9 % — чорних або афроамериканців - 0,2 % — корінних американців - 0,1 % — вихідців з тихоокеанських островів - 1,1 % — осіб інших рас |

До двох чи більше рас належало 1,3 %. Частка іспаномовних становила 1,2 % від усіх жителів.
За віковим діапазоном населення розподілялося таким чином: 18,9 % — особи молодші 18 років, 61,4 % — особи у віці 18—64 років, 19,7 % — особи у віці 65 років та старші. Медіана віку мешканця становила 45,3 року. На 100 осіб жіночої статі у місті припадало 92,7 чоловіків;  на 100 жінок у віці від 18 років та старших — 89,6 чоловіків також старших 18 років.
Середній дохід на одне домашнє господарство  становив 79 473 долари США (медіана — 62 090), а середній дохід на одну сім'ю — 96 004 долари (медіана — 81 875). Медіана доходів становила 56 388 доларів для чоловіків та 53 498 доларів для жінок. За межею бідності перебувало 9,1 % осіб, у тому числі 10,0 % дітей у віці до 18 років та 7,8 % осіб у віці 65 років та старших.
Цивільне працевлаштоване населення становило 7713 осіб. Основні галузі зайнятості: освіта, охорона здоров'я та соціальна допомога — 27,9 %, роздрібна торгівля — 11,6 %, науковці, спеціалісти, менеджери — 9,9 %, мистецтво, розваги та відпочинок — 9,7 %.